# Wilhelm Butterweck
Wilhelm Butterweck (* 11. Juni 1874 in Lipperode; † 9. Mai 1943 in Gadderbaum-Bethel, heute Bielefeld) war ein lippischer Pastor und Heimatforscher.

## Leben
Wilhelm Butterweck wurde am 11. Juni 1874 in Lipperode bei Lippstadt geboren. Seine Eltern waren der Landwirt Dietrich Wilhelm Butterweck (1844–1886) und dessen Frau Dorothee Christine Alers (1843–1918).
Er besuchte nach der Volksschule in Lipperode zunächst das Realgymnasium in Lippstadt und wechselte später auf das Gymnasium in Burgsteinfurt. Von 1896 bis 1899 absolvierte er ein Theologiestudium an den Universitäten in Berlin, Erlangen und Marburg. Daran schlossen sich die erste (13. Dezember 1899) und zweite (28. November 1901) theologische Prüfung in Detmold an. Nach der Ordination (22. Juni 1902) wurde Butterweck Hilfsprediger in Oerlinghausen, später belegte er Pfarrstellen in Schötmar (1904/05; nochmals ab 1908), Blomberg (1905/07) und Elbrinxen (1907/08).
Am 19. Mai 1905 heiratete Butterweck Martha Elmendorf (1879–1946). Aus der Ehe mit der Tochter eines Oerlinghauser Zigarrenfabrikanten ging als einziges Kind Tochter Ilse (1906–1953) hervor.
Butterweck trat 1940 wegen eines Herzleidens in den Ruhestand ein und verlegte seinen Wohnsitz nach Bad Salzuflen. Butterweck starb am 9. Mai 1943 in Bethel.

## Werk
Butterweck war Geschichtsschreiber der Lippischen Landeskirche. Sein Hauptwerk war dementsprechend das 1926 erschienene Buch Die Geschichte der Lippischen Landeskirche. Daneben befasste er sich aber auch allgemeiner mit der Regionalgeschichte und schrieb dazu verschiedene Bücher und Artikel.
- Kirchengemeinde Schötmar (1910)
- Geschichte der Küsterei und der Schulen im Kirchspiel Schötmar (1911)
- Das Amt Schötmar in geschichtlicher Beleuchtung
- Aus Schötmars vergangenen Tagen (1923)
- mehrere Hof- und Familienchroniken (1913 bis Anfang der 1930er Jahre)

Der schriftliche Nachlass Butterwecks befindet sich im  Archiv der Lippischen Landeskirche.